# باي إبراهيما نياسي
باي إبراهيما نياسي (ولد في 18 شباط / فبراير 1988 في داكار، السنغال) هو لاعب كرة القدم سنغالي و يلعب كلاعب خط الوسط في نادي قبله.

## المسيرة الكروية
نياسي لعب 64 مباراة في الدوري السويسري مع نادي نوشاتل زاماكس في سويسرا.
في 5 حزيران / يونيو 2013  وقع اللاعب عقدا لمدة عام واحد مع نادي قبله، وبعدها انتقل إلى زميله في دوري أذربيجان الممتاز نادي إنتر باكو . أول مباراة لنياسي مع  ناديه قبله  هي المباراة التي انتهت 2-1 خارج أرضه مع إنتر باكو في 2 آب / أغسطس 2013. أول هدف له مع النادي كان الهدف الثالث في المباراة التي فاز بها 3-2 على انتر باكو في ثاني مباراة مع النادي.
بعد خروجه من قبله في نهاية العقد الذي يمتد لمدة سنة واحدة، نياسي ذهب لنادي موردوفيا سارانسك الروسي, ومدرب الفريق  هو مدربه السابق في ناديه قبله السابق المدرب يوري سيمين,  في 26 حزيران / يونيو 2014 وقع نياسي عقدا لمدة عامين . بعد موسم واحد فقط مع موردوفيا سارانسك، نياسي ترك النادي بالتراضي في يونيو 2015.
يلعب مع المنتخب الوطني السنغالي وشقيقه عمر نياسي يلعب في نادي ايفرتون في الدوري الإنجليزي الممتاز.
بعد ستة أشهر من دون نادي، نياسي وقع عقدا من ستة أشهر  مع كونكورديا تشياجنه في كانون الثاني / يناير 2016. بعد إطلاق سراحه من قبل كونكورديا الصيني ، نياسي وقع عقدا مع نادي دلهي مولدات في دوري السوبر الهندي في 10 أيلول / سبتمبر 2016.
في 26 كانون الثاني / يناير عام 2017 ، نياسي وقع عقدا من موسم ونصف مع ليفادياكوس، وفي 12 حزيران / يونيو وقع نياسي عقدا يمتد لثلاث سنوات مع نادي الرجاء الرياضي 

## روابط خارجية
- باي إبراهيما نياسي على موقع قاعدة بيانات كرة القدم.إي يو (الإنجليزية)
- باي إبراهيما نياسي على موقع Soccerway.com (الإنجليزية)